# بایرون من
بایرون من (انگلیسی: Byron Mann؛ زادهٔ ۱۳ اوت ۱۹۶۷) هنرپیشه اهل ایالات متحده آمریکا است.

## گزیده فیلمشناسی
از فیلم‌ها یا برنامه‌های تلویزیونی که وی در آن نقش داشته‌است می‌توان به آثار زیر اشاره کرد.
- مبارز خیابانی (۱۹۹۴)
- گوشه قرمز (۱۹۹۷)
- مفسد (۱۹۹۹)
- زن گربه‌ای (فیلم) (۲۰۰۴)
- بوسه شانگهای (۲۰۰۷)
- جنگ سرد (فیلم) (۲۰۱۲)
- مردی با مشت‌های آهنین (۲۰۱۲)
- رکود بزرگ (۲۰۱۵)
- جهنم متحرک (۲۰۱۶-۲۰۱۵)
- آسفالت ۶: آدرنالین (۲۰۱۸)
- ۰۰۷: ذره‌ای آرامش (۲۰۱۹)
- بازی در نقش یائو فی در سریال کماندار